# 大口市
大口市（おおくちし）は、鹿児島県の北部盆地に位置していた市である。2008年（平成20年）11月1日に伊佐郡菱刈町と新設合併して伊佐市となった。

## 地理
鹿児島県の北端の内陸部、鹿児島市から北へ約75kmの場所に位置する。北側は熊本県と接しており、東側は宮崎県とわずかに接している。川内川が市を縦断する。中心市街地である市域の南東部は大口盆地の一部を成しており、標高は180m前後である。内陸の盆地であるため冬場は最低気温が0℃以下の氷点下になることも多く、積雪もしばしば見られるため、菱刈町や霧島市福山町上場地区とともに「鹿児島の北海道」と称される。

## 歴史

### 近現代
- 1889年（明治22年）4月1日 町村制施行により、現在の市域にあたる以下の村が発足。
  - 北伊佐郡大口村・山野村・羽月村
    - 大口村 ← 里村, 原田村, 大田村, 牛尾村, 木ノ氏村, 目丸村, 青木村, 篠原村
    - 山野村 ← 山野村, 小木原村, 平出水村, 小河内村, 淵辺村
    - 羽月村 ← 鳥巣村, 川岩瀬村, 大島村, 堂崎村, 宮人村, 田代村, 白木村, 金波田村, 下殿村

  - 菱刈郡太良村
    - 太良村 ← 南浦村, 荒田村, 川南村, 里村, 針持村
- 1891年（明治24年）8月 太良村が西太良村と東太良村に分村。
- 1897年（明治30年）4月1日 - 郡制の施行に伴う郡区画改正により、北伊佐郡・菱刈郡を統合し伊佐郡を設置。
- 1918年（大正7年）4月1日 - 【町制施行】大口村 → 大口町
- 1940年（昭和15年）11月10日 - 【町制施行】山野村 → 山野町
- 1954年（昭和29年）4月1日 - 【新設合併・市制施行】大口町・山野町・羽月村・西太良村 → 大口市
- 2008年（平成20年）11月1日 - 【新設合併】大口市・菱刈町 → 伊佐市

## 行政
- 市長：隈元新（1996年1月4日就任、4選、最終代）

### 歴代市長
特記なき場合『日本の歴代市長 : 市制施行百年の歩み』などによる。
| 代 | 氏名       | 就任                      | 退任                       | 備考 |
| -- | ---------- | ------------------------- | -------------------------- | ---- |
| 1  | 薗田長仁   | 1954年（昭和29年）4月25日 | 1955年（昭和30年）11月28日 | 辞職 |
| 2  | 森田盛之助 | 1956年（昭和31年）1月17日 | 1968年（昭和43年）1月3日   |      |
| 3  | 大樅利夫   | 1968年（昭和43年）1月4日  | 1984年（昭和59年）1月3日   |      |
| 4  | 樺山一雄   | 1984年（昭和59年）1月4日  | 1996年（平成8年）1月3日    |      |
| 5  | 隈元新     | 1996年（平成8年）1月4日   | 2008年（平成20年）10月31日 | 廃止 |

### 県の行政機関
- 鹿児島県警察：大口警察署

### 平成の大合併
「平成の大合併」では、隣接する伊佐郡菱刈町と合併し、「伊佐市」となる計画であったが、菱刈町での住民投票により反対多数のため破綻、合併協議会は2005年5月に廃止となった。しかし、2006年8月28日に新たに合併協議会が設置され、合併方式は新設合併、新市名は伊佐市とし、2008年11月1日に合併した。

## 経済

### 産業
かつては林業と金山で栄えたが、林業の衰退と金山の閉山によって活気が失われ、近年では高齢化と過疎化が著しい。
第1次産業
米・豚
第2次産業
焼酎・電子工業

#### 大口市に本社を置く主要企業
- 甲斐商店
- 大口酒造
- 大口電子

## 姉妹都市・提携都市

### 国内
- 西之表市（鹿児島県）
  - 1962年11月10日 姉妹都市提携

### 海外
- 南海郡（大韓民国 慶尚南道）
  - 1991年10月16日 姉妹結縁提携

## 地域

### 学校教育

#### 公立高等学校
- 鹿児島県立大口高等学校
- 鹿児島県立伊佐農林高等学校

#### 私立高等学校・中学校
- 大口明光学園中学校・高等学校

#### 公立中学校
すべて市立
- 大口中学校
- 山野中学校
- 大口南中学校

#### 公立小学校
すべて市立
- 山野小学校
- 牛尾小学校
- 大口小学校
- 大口東小学校
- 羽月小学校
- 曾木小学校
- 針持小学校
- 羽月北小学校
- 羽月西小学校
- 平出水小学校

## 交通
- 最寄り空港は鹿児島空港。
- 最寄り鉄道駅は新水俣駅。

### 道路
高速道路の最寄りインターチェンジは九州自動車道人吉インターチェンジ・栗野インターチェンジ。

#### 一般国道
- 国道267号
- 国道268号
- 国道328号
- 国道447号

#### 県道（主要地方道）
- 鹿児島県道15号人吉水俣線
- 鹿児島県道48号出水菱刈線

### バス
- 南国交通
  - 水俣市 - 大口市
  - 湧水町 - 大口市
  - さつま町 - 大口市

### 鉄道（廃止路線）
かつては山野線および宮之城線が、市の代表駅である薩摩大口駅から鹿児島本線水俣・川内・肥薩線栗野の各駅へ通じていたが、いずれも特定地方交通線に指定され、1987年から1988年にかけて相次いで廃止・バス転換された。
- 山野線
  - 薩摩布計駅 - 西山野駅 - 山野駅 - 郡山八幡駅 - 薩摩大口駅
- 宮之城線
  - 針持駅 - 西太良駅 - 羽月駅 - 薩摩大口駅

## 名所・旧跡・観光スポット・祭事・催事
- 大口市十曽青少年旅行村
- 曽木の滝（「東洋のナイアガラ」と呼ばれる）
- 郡山八幡神社
- 白木神社
- 祁答院家住宅

## 大口市出身の有名人
- 海音寺潮五郎（小説家）
- 吉田拓郎（ミュージシャン）
- 井上雄彦（漫画家）
- 春風亭柳之助（落語家）
- 斉木のか（女優）